# Білоус Руслан Олександрович
Руслан Олександрович Білоус (1990-2022) — майор, пілот фронтового бомбардувальника Су-24М (бортовий номер «77»), заступник командира 1-ї авіаційної ескадрильї 7 БрТА, відзначився у ході російського вторгнення в Україну.

## Біографія
Народився у селі Мирне Мелітопольського району Запорізької області.
2003 року закінчив середню школу і вступив до Харківського національного університету Повітряних сил України, який закінчив 2007 року.
Після закінчення ХНУПС увесь час проходив службу у 7 БрТА ім. П. Франка, тут дослужився від старшого льотчика до заступника командира авіаційної ескадрильї.
24 лютого 2022 року екіпаж літака у складі майора Білоуса та штурмана Довгалюка на літаку Су-24М здійнявся у небо. Цього ж дня екіпаж успішно здійснив виведення з-під ракетного удару авіаційної техніки та посадку на запасному аеродромі. І далі успішно виконував бойові завдання за призначенням.
Загинув у віці 36 років у складі екіпажу з Романом Довгалюком під час виконання бойового завдання з вогневого ураження живої сили та техніки окупантів біля с. Березівка (Бучанський район) на Київщині. 
Неодноразово був нагороджений відзнаками Міністерства оборони України.

## Нагороди
- орден «Богдана Хмельницького» III ступеня (2022, посмертно) — за особисту мужність і самовіддані дії, виявлені у захисті державного суверенітету та територіальної цілісності України, вірність військовій присязі.
- Медаль за сумлінну службу 2,3 ступенів, за 20 років сумлінної служби, за 15 років зсу.